# Cerura vinula
Cerura vinula là một loài bướm đêm thuộc họ Notodontidae.
Nó có thể được tìm thấy ở châu Âu và Bắc Phi. Sải cánh dài 58 to 75 mm. Loài này qua mùa đông dưới dạng nhộng trong cái kén dính vào một cây hay cột.
The host plants of the moth are the liễu và the dương, đặc biệt là aspen. Con bướm sinh sống ở rừng rậm.

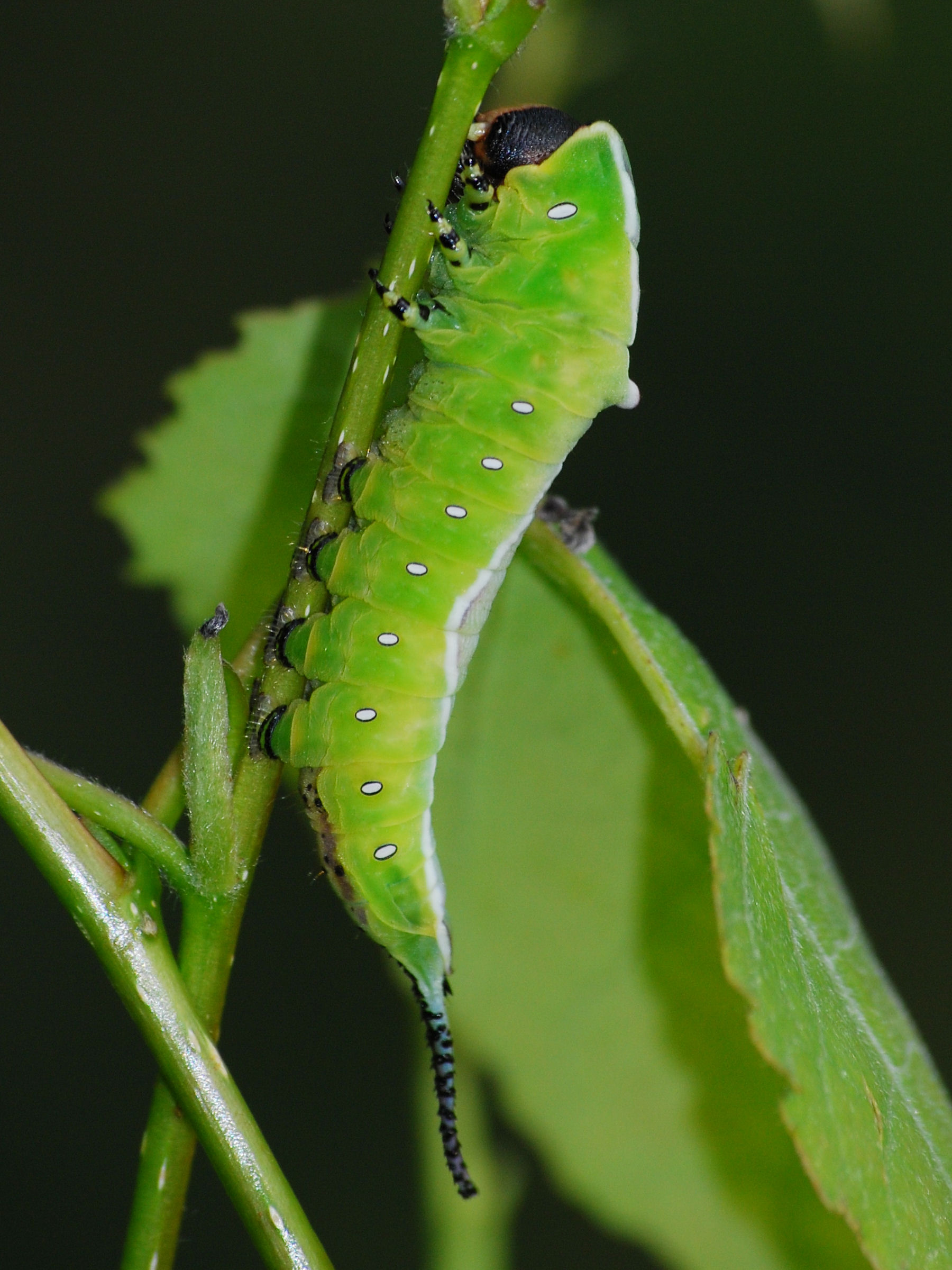
Sâu bướm
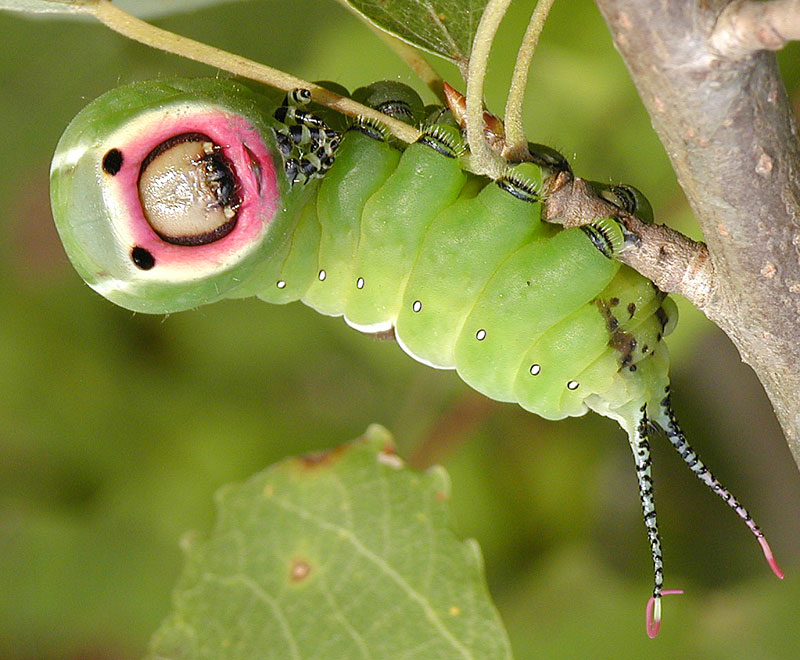
Sâu bướm nhìn phía trước
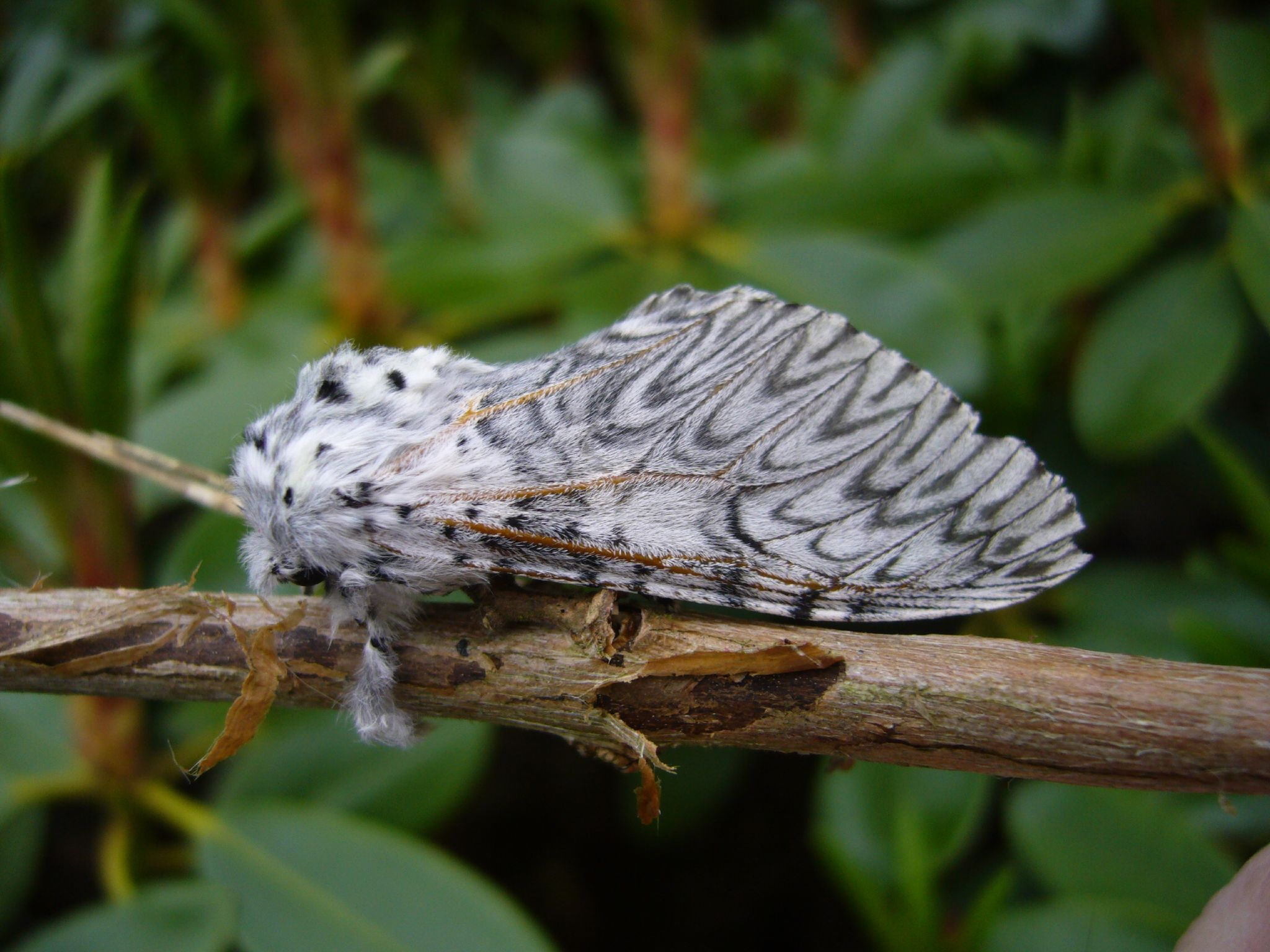